# 黄泓铭
黄泓铭（1997年4月17日—），广东人，中国大陆男歌手，毕业于悉尼科技大学。2020年8月，参加CCTV《唱过夏天——2020流行音乐大型演唱会》。2021年1月，参加爱奇艺偶像男团竞演养成类真人秀《青春有你》第三季。